# Казелле-Ланді
Казелле-Ланді (італ. Caselle Landi) — муніципалітет в Італії, у регіоні Ломбардія,  провінція Лоді.
Казелле-Ланді розташоване на відстані близько 420 км на північний захід від Рима, 65 км на південний схід від Мілана, 37 км на південний схід від Лоді.
Населення — 1612 осіб (2014).

## Демографія
Населення за роками:

Станом на 1 січня 2023 року в муніципалітеті офіційно проживав 101 іноземець з 15 країн, серед них 16 громадян країн Євросоюзу.

## Сусідні муніципалітети
- Каорсо
- Кастельнуово-Бокка-д'Адда
- Корно-Джовіне
- Корновеккьо
- Мелеті
- П'яченца
- Санто-Стефано-Лодіджано